# Grand Prix automobile d'Italie 1935
Le Grand Prix d'Italie 1935 est un Grand Prix comptant pour le Championnat d'Europe des pilotes, qui s'est tenu sur le circuit de Monza le 8 septembre 1935.

## Grille de départ
| 1re ligne | Pos. 1             |                      | Pos. 2                        |                  | Pos. 3                   |
| --------- | ------------------ | -------------------- | ----------------------------- | ---------------- | ------------------------ |
|           | *                  |                      | Taruffi Bugatti               |                  | Caracciola Mercedes-Benz |
| 2e ligne  |                    | Pos. 4               |                               | Pos. 5           |                          |
|           |                    | Nuvolari Alfa Romeo  |                               | Stuck Auto Union |                          |
| 3e ligne  | Pos. 6             |                      | Pos. 7                        |                  | Pos. 8                   |
|           | Étancelin Maserati |                      | Wimille Bugatti               |                  | Fagioli Mercedes-Benz    |
| 4e ligne  |                    | Pos. 9               |                               | Pos. 10          |                          |
|           |                    | Dreyfus Alfa Romeo   |                               | Varzi Auto Union |                          |
| 5e ligne  | Pos. 11            |                      | Pos. 12                       |                  | Pos. 13                  |
|           | Zehender Maserati  |                      | Von Brauchitsch Mercedes-Benz |                  | Marinoni Alfa Romeo      |
| 6e ligne  |                    | Pos. 14              |                               | Pos. 15          |                          |
|           |                    | Rosemeyer Auto Union |                               | Ghersi Maserati  |                          |
| 7e ligne  | Pos.16             |                      | Pos. 17                       |                  | Pos. 18                  |
|           | Lang Mercedes-Benz |                      | Pietsch Auto Union            |                  |                          |

* Notes : trahi par son moteur, Giuseppe Farina alors en pole position ne peut prendre le départ de l'épreuve.

## Classement de la course
| Pos  | no | Pilote                  | Écurie                     | Châssis           | Tours | Temps/Abandon  | Grille | Points |
| ---- | -- | ----------------------- | -------------------------- | ----------------- | ----- | -------------- | ------ | ------ |
| 1    | 12 | Hans Stuck              | Auto Union                 | Auto Union Type B | 73    | 3 h 40 min 9 s | 5      | 1      |
| 2    | 20 | René Dreyfus            | Scuderia Ferrari           | Alfa Romeo Tipo B | 73    | + 1 min 41 s   | 9      | 2      |
| 2    | 20 | Tazio Nuvolari          | Scuderia Ferrari           | Alfa Romeo Tipo B | 73    | + 1 min 41 s   | 9      | n/a    |
| 3    | 36 | Paul Pietsch            | Auto Union                 | Auto Union Type B | 70    | + 3 tours      | 17     | 3      |
| 3    | 36 | Bernd Rosemeyer         | Auto Union                 | Auto Union Type B | 70    | + 3 tours      | 17     | n/a    |
| 4    | 28 | Attilio Marinoni        | Scuderia Ferrari           | Alfa Romeo Tipo B | 68    | + 5 tours      | 13     | 4      |
| 5    | 4  | Piero Taruffi           | Automobiles Ettore Bugatti | Bugatti T59       | 59    | + 14 tours     | 2      | 4      |
| Abd. | 34 | Hermann Lang            | Daimler-Benz AG            | Mercedes-Benz W25 | 54    | Moteur         | 16     | 4      |
| Abd. | 10 | Tazio Nuvolari          | Scuderia Ferrari           | Alfa Romeo 8C-35  | 45    |                | 4      | 5      |
| Abd. | 26 | Manfred von Brauchitsch | Daimler-Benz AG            | Mercedes-Benz W25 | 42    | Accident       | 12     | 5      |
| Abd. | 6  | Rudolf Caracciola       | Daimler-Benz AG            | Mercedes-Benz W25 | 41    | Transmission   | 3      | 5      |
| Abd. | 6  | Luigi Fagioli           | Daimler-Benz AG            | Mercedes-Benz W25 | 41    | Transmission   | 3      | n/a    |
| Abd. | 16 | Jean-Pierre Wimille     | Automobiles Ettore Bugatti | Bugatti T59       | 27    |                | 7      | 6      |
| Abd. | 30 | Bernd Rosemeyer         | Auto Union                 | Auto Union Type B | 19    | Essieu arrière | 14     | 6      |
| Abd. | 24 | Goffredo Zehender       | Scuderia Subalpina         | Maserati 6C-34    | 15    | Mécanique      | 11     | 7      |
| Abd. | 14 | Philippe Étancelin      | Scuderia Subalpina         | Maserati V8RI     | 15    | Accident       | 6      | 7      |
| Abd. | 22 | Achille Varzi           | Auto Union                 | Auto Union Type B | 14    | Moteur         | 10     | 7      |
| Abd. | 18 | Luigi Fagioli           | Daimler-Benz AG            | Mercedes-Benz W25 | 11    |                | 8      | 7      |
| Abd. | 32 | Pietro Ghersi           | Scuderia Subalpina         | Maserati 6C-34    | 4     | Moteur         | 8      | 7      |
| Np.  | 24 | Giuseppe Farina         | Scuderia Subalpina         | Maserati V8RI     |       | Moteur         | 1      | 8      |
| Np.  | 24 | Carlo Felice Trossi     | Privé                      | Monaco-Trossi     |       | Non partant    |        | 8      |

- Légende : Abd.=Abandon - Np.=Non partant

## Pole position et record du tour
- Pole position : Giuseppe Farina.
- Meilleur tour en course : Tazio Nuvolari en 2 min 49 s 8.